# Парламентарни избори в България (2009)
Парламентарните избори в България през 2009 година са проведени на 5 юли 2009 г. и чрез тях са избрани народни представители за XLI обикновено народно събрание.

## Изборно законодателство
Според промените в изборното законодателство, направени през 2009 г., кандидатурата на независим народен представител трябва да бъде подкрепена от повече от 10 000 гласоподаватели с постоянно местожителство на територията на избирателния район, от който е кандидатурата.
На 3 април 2009 г. Яне Янев, лидер на политическа партия „Ред, законност и справедливост“ и група независими народни представители внасят предложение за увеличаване на процентния праг за избиране на народни представители в XLI народно събрание, за коалициите на политически партии от 4% на 8%. Това предложение е прието от Народното събрание и е обнародвано – чл. 6, ал. 6 от Закона за избиране на народни представители. По-късно, на 12 май 2009 г., с решение на Конституционния съд се отменя текстът „получилите не по-малко от осем на сто от действителните гласове в страната и чужбина“ в чл. 6, ал. 6 от ЗИНП. И така прагът за избиране на коалиции на политически партии остава същият като прага за избиране на политически партии – 4% от действителните гласове в страната и чужбина.

## Смесена избирателна система
С промените в ЗИНП през 2009 г., се въвежда смесена избирателна система, при която изборите се провеждат частично по мажоритарна избирателна система, при която печели кандидатът, получил най-голям брой действителни гласове, а друга част от народните представители се избират по пропорционална система, при която мандатите се разпределят между политическите партии и коалициите на политическите партии според разпределението на действителните гласове, които са получили.
България се разделя на 31 едномандатни избирателни района, които, в повечето случаи, съвпадат с територията на областите в страната. Изключение правят столичната област София-град, която е разделена на 3 избирателни района, както и Пловдивската област, разделена на Пловдив-град и Пловдив-област. От общо 240 народни представители (депутати) в Народното събрание на България след промените в ЗИНП от 2009 г. се избират:
- 31 депутати (по 1 от всеки избирателен район) – по мажоритарна система, а
- останалите 209 депутати – по пропорционална система.

### Мажоритарен вот
Във всеки едномандатен избирателен район (ЕИР) се избира по 1 народен представител по мажоритарна избирателна система. Едно лице може да бъде кандидат за народен представител само в 1 избирателен район, като може да бъде издигнато от инициативен комитет (като независим кандидат) или да бъде подкрепено от политическа партия. За избран се счита кандидатът, получил най-голям брой действителни гласове на територията на съответния избирателен район. В случай че най-голям, но равен брой гласове, имат двама или повече кандидати, се насрочва втори тур на изборите (балотаж).

### Пропорционален вот
Всички 209 мандата се разпределят между многомандатните избирателни райони (МИР) по метода на Хеър – Ниймайер според броя на населението в съответните МИР.
Всяка партия или коалиция предлага своя кандидатска листа за всеки избирателен район, която не може да надхвърля максималния брой мандати в съответния МИР. Едно и също лице може да бъде включено в кандидатската листа само на 1 партия в не повече от 2 избирателни района. Листата има предварително посочена подредба, като при получаване на мандат(и) от партията в съответния МИР първият мандат се заема от първия посочен кандидат в листата, вторият мандат се заема от втория кандидат и т.н. до изчерпване на мандатите на съответната партия.
Пропорционалните мандати се разпределят първоначално на национално ниво между всички партии и коалиции, които са получили не по-малко от избирателния праг от 4% от действителните гласове. Разпределението става по метода на Хеър – Ниймайер. След това мандатите на всяка партия се разпределят между избирателните райони според получените гласове от партията във всеки МИР. Отново се използва методът на Хеър – Ниймайер. Ако се случи в избирателен район сумата от мандатите на партиите да надхвърля или да е по-малко от броя на мандатите в района, те се преразпределят по методика, одобрена от Централната избирателна комисия.
Ако кандидат е избран от листите на партията едновременно в 2 избирателни района, той трябва да избере в кой от районите да бъде народен представител, като мястото му се заема от следващия кандидат в листата на съответната партия в МИР, където първият се е отказал.

## Резултати
| Резултати от парламентарните избори в България на 5 юли 2009 година                                                                                  | Резултати от парламентарните избори в България на 5 юли 2009 година | Резултати от парламентарните избори в България на 5 юли 2009 година | Резултати от парламентарните избори в България на 5 юли 2009 година | Резултати от парламентарните избори в България на 5 юли 2009 година | Резултати от парламентарните избори в България на 5 юли 2009 година | Резултати от парламентарните избори в България на 5 юли 2009 година | Резултати от парламентарните избори в България на 5 юли 2009 година | Резултати от парламентарните избори в България на 5 юли 2009 година | Резултати от парламентарните избори в България на 5 юли 2009 година |
| № | Кандидатска листа                                                   | Гласове (за пропорционални мандати)                                 |                                                                     | Дял от гласовете (за пропорционални мандати)                        |                                                                     | Пропорционални мандати                                              | Мажоритарни мандати                                                 | Общо мандати                                                        |                                                                     |
| |                                                                     | брой                                                                | +/−                                                                 | %                                                                   | +/−                                                                 |                                                                     |                                                                     | брой                                                                | +/−                                                                 |
| --- | ------------------------------------------------------------------- | ------------------------------------------------------------------- | ------------------------------------------------------------------- | ------------------------------------------------------------------- | ------------------------------------------------------------------- | ------------------------------------------------------------------- | ------------------------------------------------------------------- | ------------------------------------------------------------------- | ------------------------------------------------------------------- |
| 1 | Ред, законност и справедливост                                      | 174 582                                                             | —                                                                   | 4,13                                                                | —                                                                   | 10                                                                  | 0                                                                   | 10                                                                  | —                                                                   |
| 2 | ЛИДЕР                                                               | 137 795                                                             | —                                                                   | 3,26                                                                | —                                                                   | 0                                                                   | 0                                                                   | 0                                                                   | —                                                                   |
| 3 | ГЕРБ                                                                | 1 678 641                                                           | —                                                                   | 39,72                                                               | —                                                                   | 91                                                                  | 26                                                                  | 117                                                                 | —                                                                   |
| 4 | Движение за права и свободи                                         | 610 521                                                             | +143 121                                                            | 14,45                                                               | +1,64                                                               | 32                                                                  | 5                                                                   | 37                                                                  | +3                                                                  |
| 5 | Атака                                                               | 395 733                                                             | +98 885                                                             | 9,36                                                                | +1,22                                                               | 21                                                                  | 0                                                                   | 21                                                                  | —                                                                   |
| 6 | Коалиция за България                                                | 748 147                                                             | -381 049                                                            | 17,70                                                               | −13,25                                                              | 40                                                                  | 0                                                                   | 40                                                                  | −42                                                                 |
| 7 | Съюз на патриотичните сили „Защита“                                 | 6 368                                                               | —                                                                   | 0,15                                                                | —                                                                   | 0                                                                   | 0                                                                   | 0                                                                   | —                                                                   |
| 8 | НДСВ                                                                | 127 470                                                             | −597 844                                                            | 3,02                                                                | -16,86                                                              | 0                                                                   | 0                                                                   | 0                                                                   | −53                                                                 |
| 9 | Коалиция БЗНС                                                       | —                                                                   | —                                                                   | —                                                                   | —                                                                   | —                                                                   | —                                                                   | —                                                                   | —                                                                   |
| 10 | Българска лява коалиция                                             | 8 762                                                               | —                                                                   | 0,21                                                                | —                                                                   | 0                                                                   | 0                                                                   | 0                                                                   | —                                                                   |
| 11 | Партия на либералната алтернатива и мира                            | 2 828                                                               | —                                                                   | 0,07                                                                | —                                                                   | 0                                                                   | —                                                                   | 0                                                                   | —                                                                   |
| 12 | Зелените                                                            | 21 841                                                              | —                                                                   | 0,52                                                                | —                                                                   | 0                                                                   | 0                                                                   | 0                                                                   | —                                                                   |
| 13 | Политическо движение „Социалдемократи“                              | 5 004                                                               | —                                                                   | 0,12                                                                | —                                                                   | 0                                                                   | —                                                                   | 0                                                                   | —                                                                   |
| 14 | ВМРО – Българско национално движение                                | —                                                                   | —                                                                   | —                                                                   | —                                                                   | —                                                                   | —                                                                   | —                                                                   | —                                                                   |
| 15 | Другата България                                                    | 3 455                                                               | —                                                                   | 0,08                                                                | —                                                                   | 0                                                                   | —                                                                   | 0                                                                   | —                                                                   |
| 16 | Обединение на българските патриоти                                  | 2 175                                                               | —                                                                   | 0,05                                                                | —                                                                   | 0                                                                   | 0                                                                   | 0                                                                   | —                                                                   |
| 17 | Национално движение за спасение на Отечеството                      | 1 874                                                               | —                                                                   | 0,04                                                                | —                                                                   | 0                                                                   | 0                                                                   | 0                                                                   | —                                                                   |
| 18 | Български национален съюз „Нова демокрация“                         | 3 813                                                               | —                                                                   | 0,09                                                                | —                                                                   | 0                                                                   | 0                                                                   | 0                                                                   | —                                                                   |
| 19 | Синята коалиция                                                     | 285 662                                                             | —                                                                   | 6,76                                                                | —                                                                   | 15                                                                  | 0                                                                   | 15                                                                  | —                                                                   |
| 20 | За Родината ДГИ-НЛ                                                  | 11 524                                                              | —                                                                   | 0,27                                                                | —                                                                   | 0                                                                   | —                                                                   | 0                                                                   | —                                                                   |
| 21 | Валентин Милтенов                                                   | —                                                                   | —                                                                   | —                                                                   | —                                                                   | —                                                                   | 0                                                                   | 0                                                                   | —                                                                   |
| ОБЩО: | ОБЩО:                                                               | 4 226 195                                                           | —                                                                   | 100,00                                                              | —                                                                   | 209                                                                 | 31                                                                  | 240                                                                 | —                                                                   |
| \| \| \| \| \| получава мандати \| \| 0 \| не получава мандати \| \| — \| не участва \| \| +/− \| разлика спрямо предходните парламентарни избори \| |                                                                     |                                                                     |                                                                     |                                                                     |                                                                     |                                                                     |                                                                     |                                                                     |                                                                     |
| |                                                                     |                                                                     |                                                                     |                                                                     |                                                                     |                                                                     |                                                                     |                                                                     |                                                                     |
| | получава мандати                                                    |                                                                     |                                                                     |                                                                     |                                                                     |                                                                     |                                                                     |                                                                     |                                                                     |
| 0 | не получава мандати                                                 |                                                                     |                                                                     |                                                                     |                                                                     |                                                                     |                                                                     |                                                                     |                                                                     |
| — | не участва                                                          |                                                                     |                                                                     |                                                                     |                                                                     |                                                                     |                                                                     |                                                                     |                                                                     |
| +/− | разлика спрямо предходните парламентарни избори                     |                                                                     |                                                                     |                                                                     |                                                                     |                                                                     |                                                                     |                                                                     |                                                                     |